# ریمباخ (فالتس علیا)
ریمباخ (به آلمانی: Rimbach) یک شهر در آلمان است که در Cham واقع شده‌است.